# Intel 8288

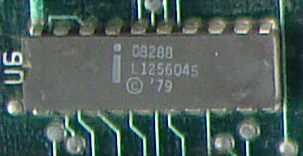
Intel 8288

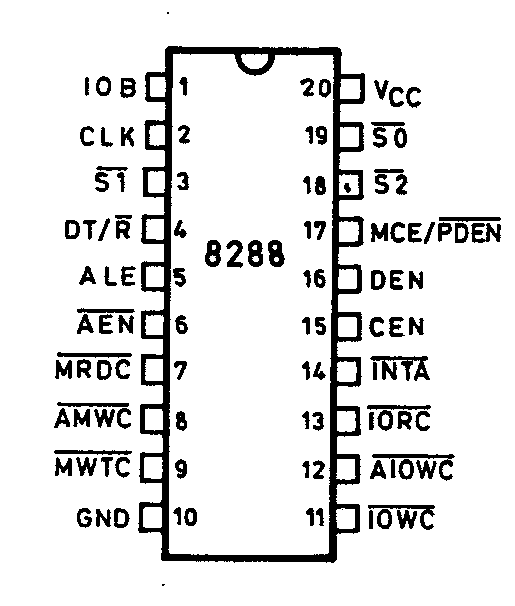
Pinbelegung des 8288

Der Intel 8288 ist ein Bus-Controller-Chip, der für die Intel-8086/8087/8088/8089-Prozessoren entwickelt wurde. Der Baustein wird im 20-Pin-DIL-Gehäuse geliefert.
Werden der 8086 (und auch der 8088) im Maximummodus betrieben, so sind sie in erster Linie für den Multiprozessorbetrieb bzw. für die Arbeit mit Koprozessoren konfiguriert. Da in diesem Fall die erforderlichen Steuerleitungen nicht bereitgestellt werden, werden diese durch den 8288 generiert. Er wird seit den ersten PCs (IBM-PC und IBM-PC XT) eingesetzt. Im IBM PC AT wird der Nachfolger 82288 verwendet.

## Anschlussbelegung und Funktion
Durch den Maximummodus gehen die Leitungen WR, M/IO, DT/R, DEN, ALE und INTA verloren. Sie werden durch den 8288 aus den Leitungen S0, S1 und S2 generiert.
| Bezeichnung | Pin       | Eingabe (E), Ausgabe (A) | Funktion                                                     |
| ----------- | --------- | ------------------------ | ------------------------------------------------------------ |
| VCC         | 20        |                          | Versorgungsspannung (+5 V)                                   |
| GND         | 10        |                          | Masse (0 V)                                                  |
| S0, S1, S2  | 19, 3, 18 | E                        | Status Input                                                 |
| CLK         | 2         | E                        | Clock                                                        |
| AEN         | 6         | E                        | Address Enable                                               |
| CEN         | 15        | E                        | Command Enable                                               |
| IOB         | 1         | E                        | Input/Output Bus Mode                                        |
| MRDC        | 7         | A                        | Memory Read Command                                          |
| MWTC        | 9         | A                        | Memory Write Command                                         |
| AMWC        | 8         | A                        | Advanced Memory Write Command                                |
| IORC        | 13        | A                        | I/O Read Command                                             |
| IOWC        | 11        | A                        | I/O Write Command                                            |
| AIOWC       | 12        | A                        | Advanced I/O Write Command                                   |
| INTA        | 14        | A                        | Interrupt Acknowledge                                        |
| DT/R        | 4         | A                        | Data Transmit/Receive                                        |
| DEN         | 16        | A                        | Data Enable                                                  |
| MCE/PDEN    | 17        | A                        | MCE (wenn IOB auf LOW steht), PDEN (wenn IOB auf HIGH steht) |
| ALE         | 5         | A                        | Address Latch Enable                                         |

## Nachbauten
Der Intel 8288 wurde u. a. an NEC und Siemens lizenziert.

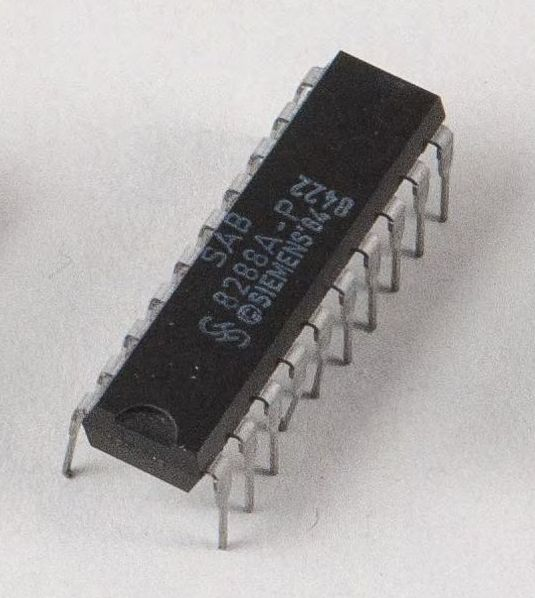
Siemens SAB8288A-P (im Deutschen Museum)
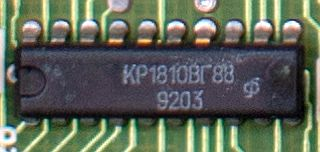
Äquivalenter Schaltkreis KR1819WG88 aus russischer Produktion